# انویرا
انویرا (به پرتغالی: Envira) یک منطقهٔ مسکونی در برزیل است که در آمازوناس (برزیل) واقع شده‌است. انویرا ۲۰٬۳۹۳ نفر جمعیت دارد.